# Ibertren
Ibertrén es una marca de modelismo ferroviario con sede en Barcelona, España. 

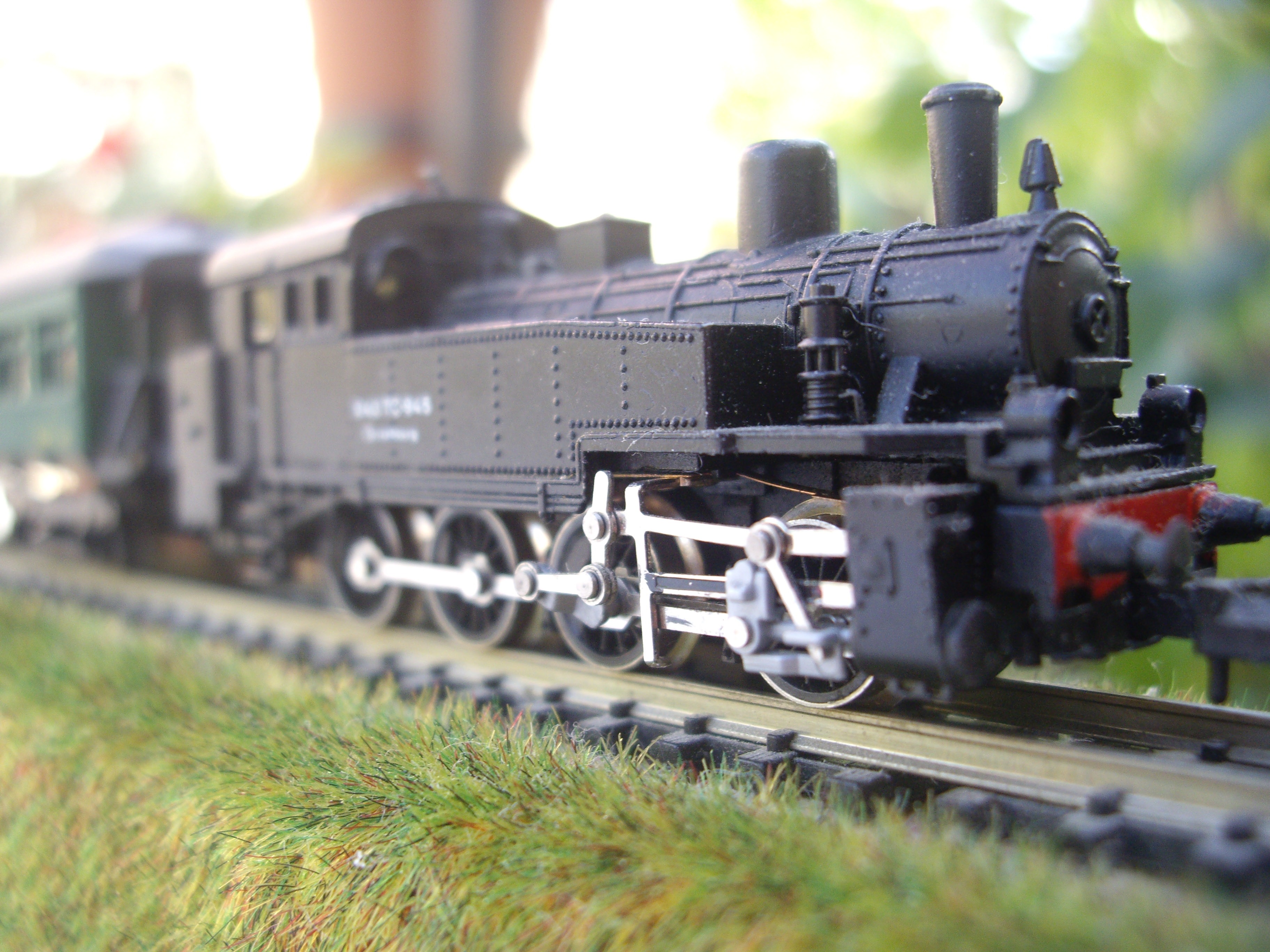
Locomotora de Vapor SNCF de Ibertren, años 1990.

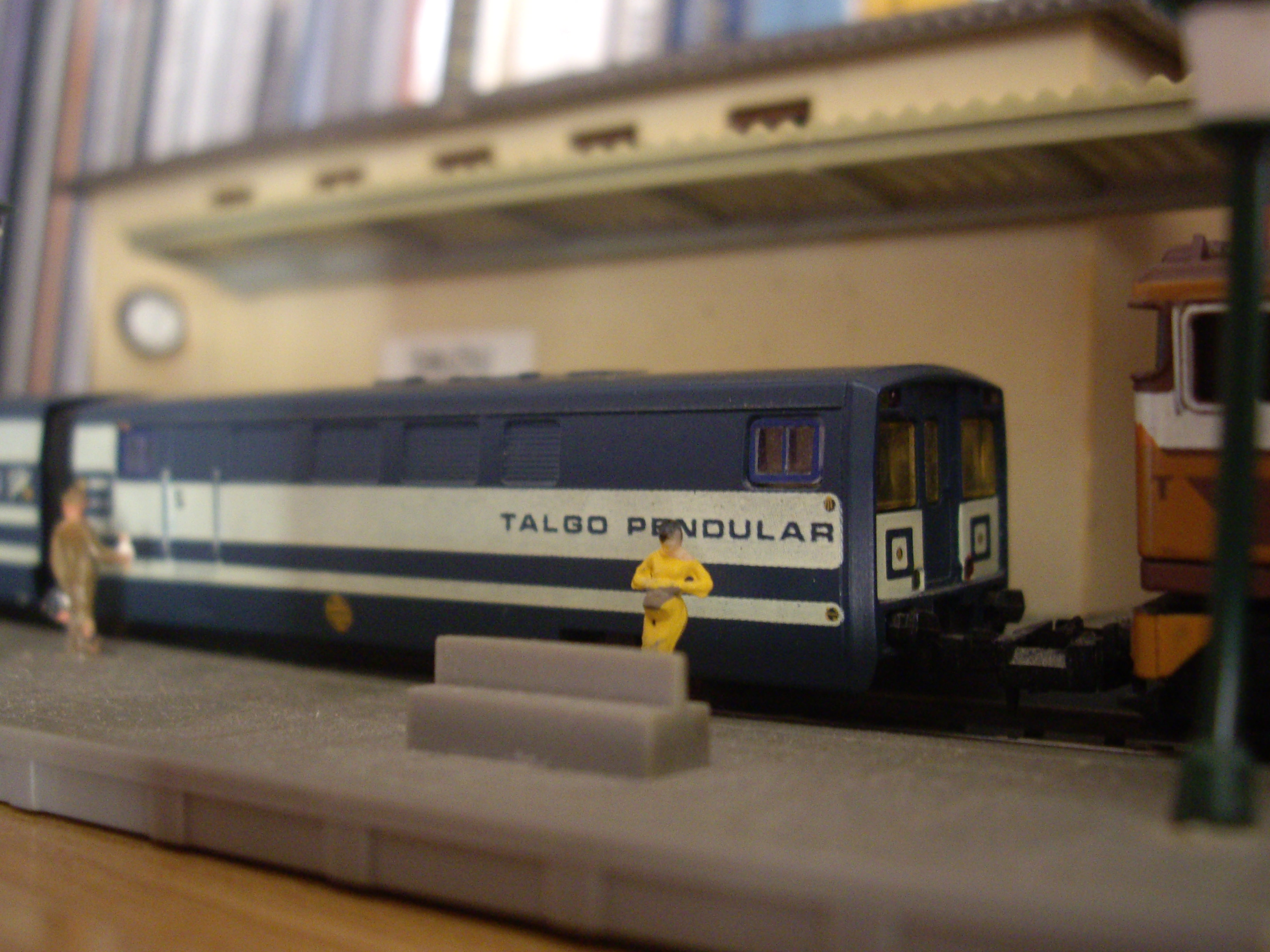
Maqueta de Ibertren con un Talgo Pendular de RENFE, años 1990.

## Historia
Ibertren inició su andadura empresarial en 1973. Dependía de la empresa matriz Model-Iber. Su objetivo era la fabricación de trenes de juguete a escala. Se pretendía ofrecer un juguete de calidad que a la vez creara público para el modelismo ferroviario, afición con poco arraigo en España. En 1992, Model-Iber cesó su actividad por problemas financieros, siendo absorbida por EXIN, que tampoco pasaba por un buen momento. La fabricación de Ibertren se detuvo en ese año, finalizando así su primera etapa.
En 2004 se reanuda la actividad de la marca, dedicada a partir de este momento al modelismo ferroviario dirigido para adultos en escala H0 y abandonando completamente el sector juguetero. En 2008 reaunuda la fabricación de elementos en escala N. La sociedad detrás del relanzamiento es "Ibertrén Modelismo S.L."

## Modelos y escalas de la primera etapa
Ibertren comenzó produciendo modelos en escala N (1:160), que ellos denominaron 3N, aludiendo a los tres puntos de corriente que tomaban las locomotoras. El sistema presentaba fallos en el funcionamiento de los trenes y además era incompatible con el sistema comúnmente utilizado por otros fabricantes que empleaba dos puntos de contacto y corriente continua. Finalmente fue abandonado en favor del N convencional que Ibertren llamó 2N.

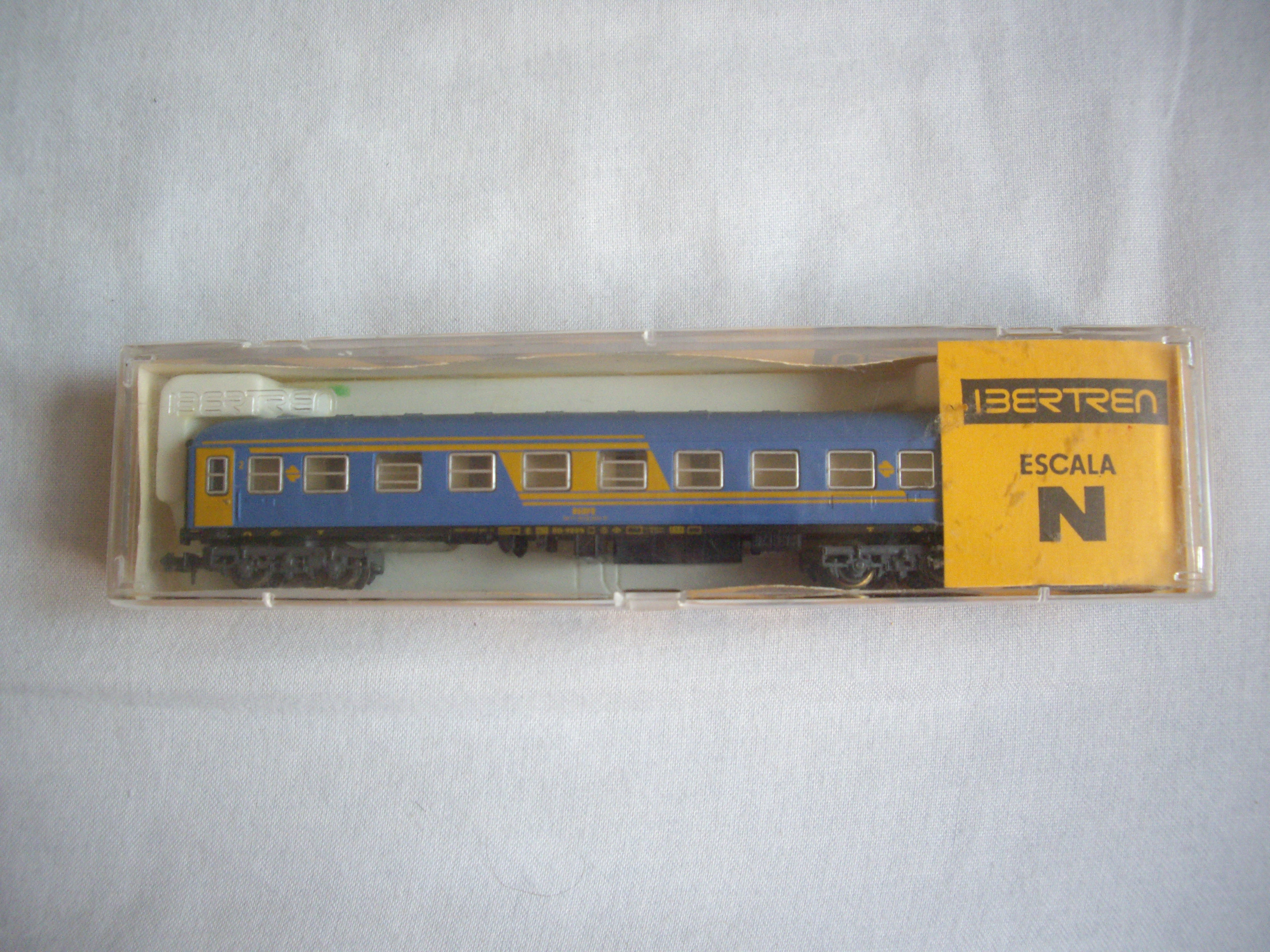
Coche de viajeros de RENFE, años 1980, en su embalaje original.

También se lanzó a producir modelos en escala HO (1:87) pero su catálogo era más reducido que en escala N.
El catálogo tanto en 2N, 3N como en H0 se dedicó especialmente a los modelos españoles de la empresa RENFE.

### Locomotoras
Ibertren fabricó en escala N, usando el mismo chasis, las Alco 2100, Alsthom 276 (en dos decoraciones, turquesa y Talgo) y con pequeñas variaciones las Alco 1600. Todas ellas tanto en 3N como, posteriormente, en 2N. Un diseño de chasis más evolucionado y adecuado a cada modelo dio luz a las 269 y 352, ambas de mejor funcionamiento que las anteriores. Finalmente, Ibertren fabricó en N cuatro locomotoras de vapor: Una 130 (solo en 3N) de la DB, la 020 "Cuco", una 132T de la DB y una 040T también de la DB.
En escala H0, destacaron de entre las que vieron la luz una Alco 2100, una 352, varias decoraciones de las 269 y de la 276, el 304, una 242T y una Cuco.

### Material remolcado
La lista de material remolcado fabricada es extensa en ambas escalas.
En escala N, destacaron los Talgo III y el Talgo Pendular, así como sus famosos coches de viajeros serie 8000. Ya en los últimos años de su primera etapa, fabricaron unos muy   mejorados coches de viajeros en varias decoraciones que corregían varios ostensibles defectos de escala y construcción de los anteriores. En escala N también fabricó varios vagones de ejes y bogies de mercancías, incluyendo cisternas, plataformas, cerrados, bordes medios y bordes bajos. La mayoría de estos modelos compartieron ejes y ruedas, enganches y otros elementos. También fabricaron una reproducción de una grúa de socorro para atención a accidentes.
En escala H0, destacan sus vagones de mercancías de dos ejes y el Talgo III.

### Complementos
Además de los trenes y vías, Ibertren fabricó complementos para la ambientación de las maquetas y sets de iniciación que ayudaron mucho a desarrollar una importante afición en España.

## Títulos
Ibertren ha obtenido dos galardones en su segunda etapa por parte de la Federación Española de Asociaciones de Amigos del Ferrocarril (FEAAF):
- El modelo de la locomotora 242T Renfe fue "Mejor modelo 2009" en escala H0.
- El modelo de la locomotora 030T Renfe Schneider obtuvo el galardón de "Mejor Modelo 2011" en la escala H0.